# Guerra del whisky
La guerra del whisky (in inglese Whisky War, in danese Whisky Krig, in groenlandese Whisky Sippillarmiq), anche conosciuta come guerra dei liquori, è stata una disputa amichevole, satiricamente definita come "guerra" dai media, accaduta tra il 1973 e il 2022 sull'isola Hans, piccola formazione naturale di 1,3 km² quasi al centro esatto del canale Kennedy, a sua volta piccola strettoia facente parte della più grande e cruciale via di comunicazione dello stretto di Nares, che collega la baia di Baffin sull'oceano Atlantico con il mare di Lincoln nel mare Artico, e separa la Groenlandia danese dall'isola canadese di Ellesmere. 
Essa è giunta al termine il 14 giugno 2022, in seguito a un accordo di divisione territoriale dell'isolotto fra i due Stati in disputa, la Danimarca e il Canada.
La controversia è spesso ricordata come "una delle dispute più passivo-aggressive della storia" o come "il conflitto più amichevole della storia".

## Origini della controversia

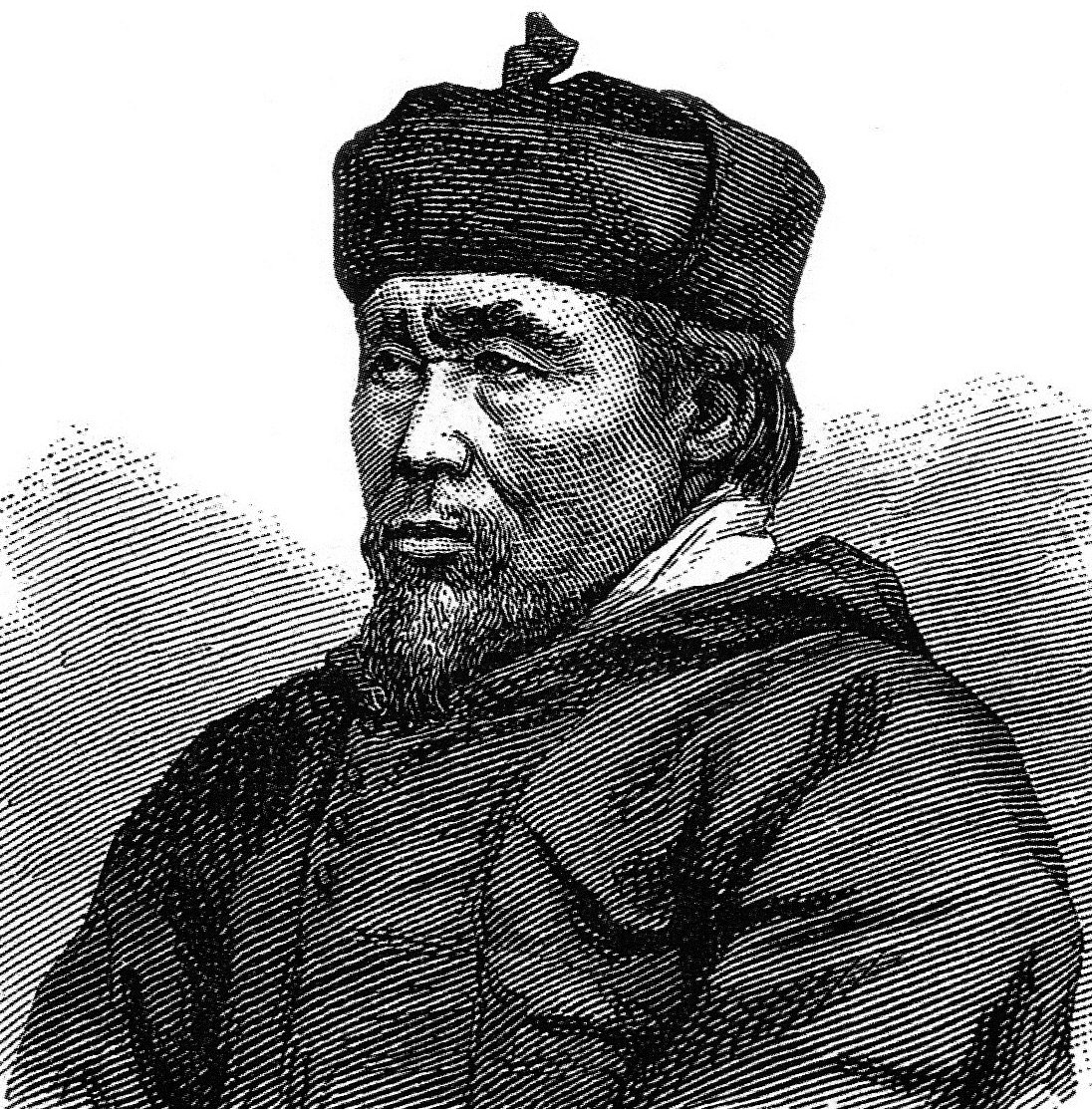
Hans Hendrik, scopritore dell'isolotto Hans, da cui quest'ultimo riprende il nome

Le origini della controversia sono databili al 1853-1855, quando la paternità della scoperta dell'isolotto fu disputata: sebbene la maggior parte delle fonti, così come il nome dell'isola, attribuisca tale scoperta a Hans Hendrik, esploratore, viaggiatore e traduttore artico groenlandese il cui nome nativo era "Suersaq", che lavorò nelle spedizioni artiche americane e britanniche di Elisha Kent Kane, Charles Francis Hall, Isaac Israel Hayes e George Strong Nares dal 1853 al 1876, non è stato possibile, anche per via di discordanze delle fonti, determinare il momento esatto in cui questo fu fatto (sebbene molti ritengano sia avvenuto durante la "Seconda spedizione Grimell" a guida statunitense), tanto che una parte della storiografia e della letteratura canadese in merito ritiene invece che la scoperta fosse stata fatta precedentemente da un esploratore britannico.
Nonostante queste iniziali divergenze, ben presto l'isolotto scivolò nel dimenticatoio, anche per via della sua piccolezza, della lontananza e delle difficoltà di permanenza e collegamento col mondo esterno che esso presentava, e la situazione rimase pressoché tranquilla e incontestata.
Solo a partire dal 1933, dopo che gli Stati iniziarono a interessarsi ai propri confini nell'Artico per lo sfruttamento delle risorse nella zona, la Danimarca (che controllava la Groenlandia) e il Canada dibatterono molto sulla questione, ognuno reclamando la propria sovranità sull'isola in virtù dell'ambiguità che ne aveva caratterizzato la scoperta e della sua peculiare posizione geografica al centro del canale Kennedy. 
In seguito, una questione in merito a un'altra disputa di sovranità sulla Groenlandia fra Danimarca e Norvegia giunse presso la Corte permanente di giustizia internazionale della Società delle Nazioni, la quale inequivocabilmente ribadì implicitamente il possesso dell'isola in mano danese (in virtù di un'esplicita sentenza a favore della sovranità sulla più grande Groenlandia) facendo sì che, indirettamente, decadessero anche le pretese canadesi.
Tuttavia, la dissoluzione della Società delle Nazioni e la nascita, in seguito alla fine del secondo conflitto mondiale, delle Nazioni Unite e della Corte internazionale di giustizia, per il Canada implicitamente riaprì la questione, in quanto la stessa corte che aveva fatto tale giudizio era decaduta.

## Sviluppo
Dopo l'interruzione giudiziaria del 1933, fu solo dal 1973 che ripresero ufficialmente i colloqui tra i due Stati per stabilire un trattato sulle rispettive frontiere. Si giunse ad un accordo che, però, non risolveva la questione dell'isola Hans, su cui le trattative furono vane, lasciando così un vuoto legislativo e uno stacco nella definizione del confine marittimo. 
Le cause del fallimento dei negoziati furono attribuibili non tanto all'isolotto in sé, privo di risorse e difficilmente abitabile, quanto alla sua posizione geografica al centro del canale Kennedy, in perfetta equidistanza fra le coste danesi e canadesi, che creava ambiguità sia nella sovranità terrestre su quest'ultimo sia sulla definizione dei confini marittimi dei due paesi (in virtù delle recentemente aperte negoziazioni sull'UNCLOS che si stavano svolgendo a Montego Bay, in Giamaica), argomenti particolarmente scottanti per via della probabile presenza (poi confermata) di un gran numero di risorse ittiche ed energetiche nella zona e per le possibili nuove rotte polari (come il «Passaggio a nord-ovest» e la «Rotta artica») che si sarebbero potute aprire con il progressivo scioglimento dei ghiacciai a causa del cambiamento climatico.
La contesa riemerse, tuttavia, e assunse le peculiarità per cui è comunemente ricordata, solo dal 1984, anno in cui il ministro danese degli affari groenlandesi, Tom Hoyen, visitò l'isolotto e, rispondendo alle precedenti provocazioni canadesi, che vi avevano piantato, insieme all'allora ministro della difesa nazionale canadese Bill Graham, la propria bandiera nazionale e vi avevano lasciato del whisky canadese (in realtà, alcune fonti dicono sia stato lasciato del brandy), bevanda alcolica da cui l'amichevole controversia prende il nome, vi piantò la bandiera nazionale, a cui si allegò una scritta che recitava «Benvenuti su un'isola danese!» (in danese Velkommen til den danske ø!) e una bottiglia di brandy danese.
Da questo momento, poiché i due paesi erano entrambi alleati, in quanto membri della NATO, e comunque in ottimi rapporti, non incominciò mai una vera disputa militare per dimostrare la rispettiva sovranità nazionale; piuttosto ci furono una serie di benevoli e vicendevoli, seppur seri, dispetti fra militari e guardie frontaliere dei due paesi. 
Alla provocazione danese, i canadesi risposero nuovamente con l'alzabandiera del rispettivo vessillo nazionale, rimuovendo la scritta e la bandiera danese (che furono inviati per posta a Copenaghen), e con l'omaggio di una bottiglia di whisky canadese, mentre il brandy lasciato dai danesi fu bevuto dai canadesi. I danesi, tuttavia, appresa la notizia, si precipitarono a rifare lo stesso, rimuovendo il vessillo canadese e re-innalzando il proprio, lasciando allo stesso tempo una bottiglia di snaps danese e bevendo il whisky canadese. 
Fu così che questa simbolica e creativa lotta internazionale continuò per molto tempo, mentre le macchine diplomatiche erano, nel frattempo, al lavoro. Ciò attirò ben presto l'attenzione dei media che, come nei casi della guerra degli stop o della guerra degli emù, constatando la simpatica e inusuale, seppur seria, situazione, satireggiarono in merito.

## Esito
Alla fine, nel 2005, i due paesi acconsentirono a risolvere la situazione con dei negoziati che fecero emergere una serie di soluzioni, fra cui l'istituzione di un'amministrazione congiunta dell'isola, proposte che tuttavia vennero rifiutate. 
Infine, dopo aver aderito nel 2012 a un confine marittimo nel mare di Lincoln, l'11 giugno 2022 fu raggiunto un compromesso, firmato il 14 giugno, per la spartizione dell'isola in due parti (60% alla Danimarca e 40% al Canada), facendo sì che la "guerra" potesse terminare. 
Grazie a tale trattato, infine, il Canada ha ottenuto per la prima volta un confine terrestre con un paese nominalmente europeo (dato che la Groenlandia, da un punto di vista strettamente geografico e geologico fa parte del Continente americano) e con un altro paese fuorché gli Stati Uniti, mentre la Danimarca ha, a sua volta, ottenuto per la prima volta un confine terrestre con un paese nord-americano, sebbene questo non sia, però, un confine con l'Unione europea, in quanto la Groenlandia, in base ad accordi stipulati con la Danimarca e la stessa Unione nel 1985, non ne fa parte. Inoltre è stato creato il confine più a nord del mondo, nonché uno dei più corti in assoluto.
L'importanza di queste modifiche è stata sicuramente cruciale a livello diplomatico e giuridico, nonché per evitare ulteriori "incidenti"; tuttavia non si può dire lo stesso sul piano fattuale, in quanto l'isola, di per sé, non creava problematiche nei rapporti fra i due paesi e non ha mai causato controversie penali o dibattiti in tal senso.
Ideologicamente parlando, infine, poiché la risoluzione della disputa è accaduta a pochi mesi dall’inizio dell’invasione russa dell'Ucraina, le due nazioni hanno tenuto a rimarcare, con tale atto, un messaggio simbolico di pace e cooperazione diplomatica.